# Claudio Sorge
Claudio Sorge (1953) è un giornalista, critico musicale, produttore discografico e conduttore radiofonico italiano.
È stato uno dei principali responsabili della diffusione in Italia di generi musicali quali punk rock, new wave, rock neo-Sixties

## Biografia
Claudio Sorge iniziò la sua attività di giornalista musicale nel 1977 con l'avvento del punk rock e con lo spirito di autoproduzione tipico di questo nascente movimento musicale, quando fondò la sua prima fanzine chiamata "Teenage Lobotomy", dal titolo di un brano dei Ramones. La nuova fanzine trovò, tra i suoi punti di distribuzione, anche il negozio di dischi di Gallarate Carù Dischi, il cui proprietario Paolo Carù aveva da poco fondato la rivista Il mucchio selvaggio. Qui conosce e inizia a collaborare con Beppe Badino, che in quegli anni aveva iniziato la pubblicazione della fanzine Rockerilla, che diventerà presto una delle voci più importanti nella divulgazione del punk rock e della new wave.
Nel 1992 esce dalla redazione di Rockerilla e fonda Rumore, dove si occuperà molto di generi musicali come post-hardcore, grindcore, nu metal e stoner rock. Ha inoltre fondato e diretto periodici rivolti a specifiche nicchie di pubblico quali Bassa Fedeltà e Punkster e le fanzine Lost Trails e Metallic K.O.
Come produttore discografico ha dato vita all’etichetta Electric Eye, che ha gestito dal 1982 al 1991.

## Pubblicazioni
- Metal. Guide pratiche di RUMORE con Mario Ruggeri (2002, Apache Edizioni)
- Enciclopedia del Rock Psichedelico con Cesare Rizzi (1986, Arcana Editrice)

## Produzioni discografiche

### Produttore
- 1983 - Pankow, Throw Out Rite (Cassetta, Electric Eye Records)
- 1983 - Wax Heroes, Sher (7", Electric Eye Records)
- 1984 - Karnak, When The Doors are Closed (7", Electric Eye Records)
- 1985 - Crying Steel, Crying Steel (12", Metal Eye)
- 1986 - The Ugly Things, Another State Of Mind (12", Electric Eye Records)
- 1986 - The Sick Rose, Get Along Girl! (7", Electric Eye Records)
- 1986 - Effervescent Elephants, Radio Muezzin  (7", Electric Eye Records)
- 1986 - Rebels Without A Cause, Naked Lunch (12", Electric Eye Records)
- 1987 - Effervescent Elephants, Something To Say (LP, Electric Eye Records)
- 1987 - Steeplejack, Serena Maboose (12", Electric Eye Records)
- 1987 - Boohoos, Moonshiner (LP, Electric Eye Records)
- 1987 - Boohoos, The Sun The Snake And The Hoo (EP, Electric Eye Records)
- 1988 - Not Moving, Flash On You (LP, Electric Eye Records)
- 1988 - Steeplejack, Pow Wow (LP, Electric Eye Records)
- 1988 - The Electric Shields, Cry Baby Cry (7", Electric Eye Records)
- 1989 - Boohoos, Rocks For Real (LP, Electric Eye Records)
- 1989 - Funhouse, Your Rules, Not Mine / Screamin' Eyes (7", Electric Eye Records)
- 1989 - The Sick Rose, Shaking Street (LP, Electric Eye Records)
- 1990 - Funhouse, The Way Things Will Be (LP, Electric Eye Records)
- 2008 - The Sick Rose, Faces (LP, Teen Sound Records)
- 2008 - Boohoos, Here Comes The Hoo (1986-87) (LP, Spit / Fire)
- 2011 - Starfuckers, Metallic Diseases (LP, Holy Mountain, Tlön Uqbar)
- 2011 - The Sick Rose, Shaking Street + The Double Shot E.P. (CD compilation, Area Pirata)

### Compilation
- 1985 - Eighties Colours (LP compilazione, Electric Eye Records)
- 1987 - Eighties Colours Vol.2 - in collaborazione con Federico Guglielmi (LP compilazione, Electric Eye Records)
- 1995 - The Best Of Electric Eye Records (Welcome Back Into The 80's!) (LP compilazione, Destination X Records)
- 2009 - Body Section (LP, Spittle Records)